# Fédération luxembourgeoise des échecs
Fédération luxembourgeoise des échecs (FLDE) ist der Verband und damit oberste nationale administrative Organisation der Schachvereine im Großherzogtum Luxemburg. Er ist Mitglied in der Fédération Internationale des Échecs (FIDE) und als Vereinigung ohne Gewinnerzielungsabsicht organisiert. Er wird von Pierre Fattebene präsidiert. Verbandssitz ist Strassen.
Der Verband wurde am 18. Oktober 1931 mit dem Namen Fédération Luxembourgeoise d’Echecs gegründet und erst in den 1950er Jahren umbenannt. Im Jahre 1946 trat er der Welt-Schach-Vereinigung bei. Außerdem ist er Mitglied in der Association internationale des échecs francophone. Ihm gehören zurzeit 16 Vereine an:
| Name mit Spielstätte                                                            | Name mit Spielstätte                                                                 |
| ------------------------------------------------------------------------------- | ------------------------------------------------------------------------------------ |
| Caïssa Junglinster, Centre Culturel Am Duerf, Junglinster                       | Cercle d’échecs Bettembourg, Centre Louis Ganser, Bettemburg                         |
| Cercle des échecs Dudelange, Centre Hild (Bahnhof), Dudelange                   | Cercle d’échecs Philidor Dommeldange-Beggen, Centre culturel, Luxemburg-Beggen       |
| Cercle d’échecs Steinfort, Centre culturel Al Schmelz, Steinfort                | Cercle d’échecs Wasserbillig, Centre culturel Wasserbillig, Annexe, Wasserbillig (G) |
| De Sprénger Echternach, Jugendhaus, Rue Hoovelecker Buurchmauer, Echternach     | Esch Rochade Reine, 10, rue de l’Église, Esch-sur-Alzette (G)                        |
| Gambit Bonnevoie, Hall omnisport de Bonnevoie, Luxemburg-Bonnevoie              | Les pions Perlé, Alte Schule, Rambruch-Perl                                          |
| La Tour Limpertsberg, Centre sociétaire Victor Hugo, Luxemburg-Limpertsberg (G) | Le Cavalier Differdange, Mehrzweckhalle Im Mai, Differdange                          |
| Schachklub Turm a Sprénger Matt Scheffléng, Moulin Bestgen, Schifflange         | Luxembourg 1915, Centre sociétaire et sportif Gare, Luxemburg (G)                    |
| Schachklub Nordstad, Annexe Maison Birckelt, Ettelbrück                         | The Smashing Pawns Bieles, Kulturzentrum, Belvaux                                    |
| (G) Gründungsmitglied                                                           |                                                                                      |